# Irina Jasina
Irina Jewgienijewna Jasina (ros. Иирина Евгенеевна Ясina; ur. 18 maja 1964 w Moskwie) – rosyjska ekonomistka, dziennikarka, działaczka społeczna.

## Życiorys
Córka ekonomisty Jewgienija Jasina. Ukończyła studia na wydziale ekonomii Moskiewskiego Uniwersytetu Państwowego im. M.W. Łomonosowa w 1986 roku. Uzyskała stopień doktora nauk enonomicznych w 1990 roku.
Pracowała dla agencji prasowej Interfax, czasopism: „Itogi Nauki i Techniki”, „The Moscow Times”, radia Echo Moskwy. Pracowała dla pozarządowej organizacji Otkrytaja Rossija, która dąży do budowy społeczeństwa obywatelskiego, była jej dyrektorką od 2000 roku. Po uwięzieniu Michaiła Chodorkowskiego, założyciela Otkrytoj Rossiji, skupiła się na działalności na rzecz poszanowania praw człowieka. Wystąpiła z  Rady ds. rozwoju społeczeństwa obywatelskiego i praw człowieka przy prezydencie Rosji w 2011 roku po wyborach do Dumy. 
Jest dyrektorką Klubu Regionalnego Dziennikarstwa. Zarządza projektem „Socjalnyj nawigator” agencji informacyjnej RIA Nowosti. Porusza się na wózku inwalidzkim, walczy o prawa osób z niepełnosprawnościami w Rosji.